# دييغو لفو
دييغو لفو (6 أبريل 1989 بتيكسيرا دي فريتاس في البرازيل - ) هو لاعب كرة قدم برازيلي في مركز قلب الدفاع. لعب مع أتلتيكو باراناينسي وباوليستا ونادي أفاي لكرة القدم ونادي بونتي بريتا ونادي سبورت ريسيفه ونادي سيارا وAssociação Atlética Iguaçu ‏ ونادي ساو بيرناردو وSport Club Barueri ‏.

## روابط خارجية
- دييغو لفو على موقع إي إس بي إن إف سي (الإنجليزية)
- دييغو لفو على موقع قاعدة بيانات كرة القدم.إي يو (الإنجليزية)
- دييغو لفو على موقع Soccerway.com (الإنجليزية)
- دييغو لفو على موقع AS.com (الإسبانية)